# Histoire de l'islamisme
 (juin 2010).
Si vous disposez d'ouvrages ou d'articles de référence ou si vous connaissez des sites web de qualité traitant du thème abordé ici, merci de compléter l'article en donnant les références utiles à sa vérifiabilité et en les liant à la section « Notes et références ».
L'histoire de l'islamisme commence au XIXe siècle.

## Les Tanzimat et la Nahda
Au XIXe siècle triomphait la colonisation et l'impérialisme européen, tandis que les oulémas contrôlaient le culte, l'enseignement et la jurisprudence. C'est aussi le siècle du déclin politique de l'Islam, avec un nombre de plus en plus grand de territoires musulmans qui sont soit conquis (en Afrique), soit dominés (Indonésie, Afghanistan et golfe Persique) par les Européens. Si l'Empire ottoman reste indépendant, il est très affaibli. Les Européens ont des vues sur « l'homme malade de l'Europe» pour reprendre la formule du prince Alexandre Gortchakov à la signature du traité qui clôt la guerre russo-turque le 3 mars 1878. Des rébellions et des sécessions sont appuyées par les grandes puissances, à l'intérieur même de l'Empire. Celui-ci veut réagir par des réformes mises en œuvre pour le rénover et le moderniser selon le modèle européen : il faut récupérer les moyens de la puissance. 
Commence alors une lutte contre les résistances conservatrices des milieux religieux et militaires, comme celle du corps des janissaires, détruit en 1826. Elle sera suivie à partir de 1839 par le Tanzimat (réorganisation en turc), une période de véritables réformes avec la modernisation de l'enseignement, de l'armée, de l'administration, de la justice et des impôts. 
À la même époque, la Nahda est une véritable renaissance arabe, et pas uniquement islamique, à la fois politique, culturelle et religieuse. Les intellectuels s'ouvrent aux doctrines occidentales, en partant faire leurs études à l'étranger par exemple. Ils entament une réflexion historico-sociologique pour faire le point sur la situation sociale et culturelle de leur société, déterminer les causes de leur retard par rapport à l'Occident, et en trouver la solution. La Nahda a été initiée notamment par les familles maronites Al-Boustani (surtout par Boutros al-Boustani, fondateur de la Al-Medrassa al-watania, l'École nationale, en 1863) et Al-Yaziji, importatrices du modèle européen de scolarisation.

## Le réformisme religieux
L'objectif de l'Islah (le réformisme islamique) est de penser l'islam en termes modernes pour l'adapter à un empire qu'il faut rendre plus conforme aux nécessités de son temps. Le réformisme religieux est favorisé par la modernisation politique et par la poussée du wahhabisme, une doctrine intransigeante mais visant à une refondation de la religion. Ce réformisme est marqué par le rationalisme du XIXe siècle, avec l'idée de prouver que l'islam n'est pas contraire au progrès scientifique, et qu'il n'est donc pas la cause de la régression des peuples musulmans.
Ce retard est alors imputé à une sclérose de l'islam, qui serait devenu au fil du temps une idéologie au service de la  classe dominante. L'idée consiste à puiser dans la mémoire religieuse et d'y intégrer des valeurs de la modernité puisque l'islam est compatible avec elle. S'opposant aux conservateurs qui rejettent toute idée d'interprétation et de modernisation, les réformateurs plaident pour une rénovation de la religion qui aurait été dénaturée par des siècles de méconnaissance et qui serait en dégénérescence. Leur objectif est de lutter contre les ouléma, c’est-à-dire le pouvoir clérical qui s'est mis en place contrairement aux fondements de la religion. Il s'agit donc d'une contestation de la pratique de l'islam telle qu'elle est vécue à ce moment-là et d'une volonté de retour aux sources d'un islam pur. L'objectif est de faire table rase de quatorze siècles pour renouer avec les textes fondamentaux, régénérer l'islam et la société. Ils prônent aussi l'émancipation : on peut travailler l'islam à partir de la rationalité, ce qui rouvre les portes de l'interprétation. 
Confronté aux influences contradictoires du patrimoine religieux et du rationalisme moderne, le réformisme se divise en deux branches. 
La première est le courant libéral qui rencontre la faveur des intellectuels arabes et musulmans parce qu'elle peut constituer un instrument permettant d'établir un contact avec l'ensemble de la population musulmane. C'est une ressource pour faire le lien entre le religieux et la modernité sociale et politique. C'est le courant constitutionnaliste musulman le plus ouvert sur la culture occidentale : il considère qu'il faut aller au-delà du religieux et s'inscrire dans une action politique. La modernisation va exiger de séparer l'État et l'action sociale. C'est donc une vision séculariste, voire laïque. Ali Abderraziq, penseur de ce courant, écrit en 1925 sur l'islam et les fondements du pouvoir. Il cherche à démontrer que le califat n'a rien de religieux, que ce gouvernement n'a aucun fondement islamique.
L'autre branche forme l'ancêtre du courant islamiste.

## Les premiers mouvements islamistes duXXesiècle
Les frères musulmans sont une confrérie politico-religieuse fondée en Égypte en 1929 par El Banna. Ils prônent une nécessaire rupture avec la société contemporaine. S'ils ne réfutent pas le progrès moderne scientifique et technique, les frères musulmans luttent contre l'impérialisme occidental. Ils veulent construire un État éloigné du modèle communiste, et du modèle capitaliste. L'accent est mis sur l'action sociale et politique, le respect de la loi islamique restant sur un second plan. Il réclament une réorganisation totale de la société à partir d'un État vraiment islamique et refusent le strict respect de la charia tant que cet État islamique n'aura pas été mis en place. L'objectif final est la justice sociale, atteinte par une prise en charge par l'État de la collecte de l'impôt islamique et sa redistribution. Initialement, la confrérie est bâtie sur le modèle d'une confrérie religieuse avec un guide et un devoir d'obéissance à ce guide. Dans un deuxième temps, elle se transforme en mouvement politique, qui crée certaines organisations syndicales, de femmes, d'étudiants contrôlés par ce mouvement. L'occident est à la fois le modèle et l'ennemi. Le mouvement est doublé d'une organisation secrète de sabotage, de terrorisme, dans un contexte d'occupation. L'organisation secrète assassine en 1947 et 1948 les Premiers ministres égyptiens, en représailles  El Banna est exécuté par la police secrète en 1949. Il y avait des liens ambigus entre Nasser et la confrérie : liens étroits au début, puis opposition idéologique entre le nationalisme arabe et la communauté arabe. La confrérie a été dissoute après l'attentat manqué contre Nasser. 
Le mouvement d'Abdul Ala Mawdudi définit lui aussi l'islam comme une troisième voie entre le capitalisme et le socialisme. Il estime également l'opposition nécessaire entre l'islam et le monde occidental. Il réfléchit sur une constitution pour unifier l'ensemble de la communauté musulmane, tout en mettant l'accent sur l'importance du social et du politique. L'occident est l'ennemi mais il récupère des idées occidentales comme l'État-nation adapté à l'ensemble de la communauté musulmane. En 1941 est fondée la Jamaat-i-islami qui se comporte comme un parti politique, se présente aux élections et s'oppose à la partition de l'Inde en 1947. Les confréries sont des contre-sociétés appliquant les principes de la future société islamique, mais intégrées à la vie socio-politique de leur pays. 
Pour ces deux mouvements, aucun pouvoir de l'époque n'est vraiment islamique. En effet, l'application du droit islamique ne suffit pas, il faut établir un mode d'accès et d'exercice du pouvoir qui soit légitime vis-à-vis de l'islam. Il faut dépasser la dimension juridique pour fonder un projet social et politique. S'il faut prendre en considération la société moderne, il faut également rompre avec cette société qui s'est  éloignée de la religion. Par une rupture individuelle et collective, par la reconquête de l'ensemble de la société, il faut opérer un  retour aux sources pour retrouver les principes de vie.  L'objectif est donc la lutte contre l'oppression, la prise de pouvoir et l'instauration d'un État islamique. Par opposition à la vision occidentale, la souveraineté doit venir de Dieu, pas du peuple. Mais cet État reste flou : la justice sociale régnera et le peuple connaître la souveraineté divine, sans besoin d'une structure institutionnelle politique.
L'inspirateur de tous les mouvements extrémistes sunnites est Saïd Qotb  (1906 - 1966), un Égyptien qui fait partie des frères musulmans. Il a eu un rôle important dans l'Égypte nassérienne. À la suite de la répression qui empêche les frères d'accéder au pouvoir, il promeut une radicalisation politique et idéologique et l'usage de la violence. Il insiste sur le fait que l'on peut déclarer infidèle un gouvernant, même s'il se déclare et se montre musulman : si ses actions ne sont pas entièrement islamiques, il est infidèle. Il appelle à une possible guerre civile et met la violence au cœur de son projet politique. Il insiste sur la notion de Jihad,  « l'effort sur le chemin de Dieu. » Dans l'islam traditionnel, il est conçu comme une guerre en vue soit de la défense, soit de la propagation de l'islam. Ce n'est d'ailleurs pas forcément une lutte armée, ça peut être par persuasion. Le Jihad est collectif et occasionnel, soumis à certaines conditions précises. Il ne peut être mis en œuvre contre un autre musulman par exemple. Il existe également une acception plus personnelle : c'est un effort individuel et personnel pour aller dans le chemin de Dieu. Pour Saïd, le Jihad devient obligatoire et individuel, en tout temps et en tout lieu. Chacun doit dans sa vie sociale et collective, mener cette guerre. La rupture avec l'ordre existant par le biais du Jihad est au cœur de son discours. Plus que la charia et le formalisme des prescriptions religieuses, ce qui importe c'est l'État islamique, l'ordre politique englobant.  L'objectif est un projet global révolutionnaire en rapport avec ce qu'est véritablement l'islam. Il est donc nécessaire de disposer d'un pouvoir d'interprétation, c'est le guide qui doit définir le projet, tracer la voie que doivent suivre les fidèles. Ces prescriptions renforcent donc le rôle du guide religieux.
L'Ayatollah Khomeini  exerce la même fonction  dans le monde chiite. Il fonde une pensée : « Velayet-e-faqih », c'est « la souveraineté du docte » ou « la régence du docteur de la loi ». Le guide est à la fois celui qui détient la primauté du savoir religieux mais aussi le chef politique. 
Une vision homogène et simplifiée des mouvements islamistes dans le monde renvoie l'idée d'une organisation internationale. Cependant si l'islamisme renvoie à un mouvement d'idées, et à une communauté de valeurs,  il en existe de multiples formes dans le monde. Les tentatives d'implanter des sections nationales des  frères musulmans ont rapidement évolué en mouvements indépendants : Hamas en Palestine, Hassan al-Tourabi au Soudan par exemple. Au Maghreb, si le Front islamique du salut en Algérie exerce un rôle dans l'arabisation de l'enseignement, il s'est créé sans structuration des frères musulmans en Algérie. De même  si l'Iran a joué un rôle important dans le financement du  Hezbollah au Liban, ce dernier est resté un mouvement  inséré dans la logique nationale libanaise.

## De la fracture laïque à la reconstruction identitaire

### L'échec de la modernisation
Les années 1950 et 1960 sont marquées par la lutte contre le colonialisme et pour l'émancipation nationale. Les mouvements indépendantistes, dont l'élite est partie étudier à l'étranger, utilisent les valeurs occidentales (Liberté, république…). L'appartenance religieuse est utilisée par ces élites comme ciment de l'identité des colonisés. Une fois arrivés au pouvoir, ces élites changent d'attitude sur la question religieuse, pour contrôler les institutions et réprimer les mouvements islamistes. Une fois l'indépendance politique acquise, l'accent est mis sur les questions économiques : politiques de nationalisation des pétroles, gaz, moyens de production et des infrastructures (canal de Suez).  L'idée de développement et de progrès est mise en avant. On retrouve  dans les discours des élites, une terminologie occidentale marquée par l'anti-impérialisme marxiste. Ils cherchent à affermir leur indépendance politique par l'indépendance économique et laissent de côté l'indépendance religieuse, ce qui entraîne un renouveau d'influence de la culture de l'ancien colonisateur. Par exemple le Maghreb développe l'éducation et appelle des coopérants français en Algérie et au Maroc. La culture française y a plus d'influence que pendant toute la colonisation et, vingt ans après l'indépendance  il y avait dix fois plus de francophones dans les pays du Maghreb que pendant la domination française. Les institutions religieuses sont considérées comme des ennemis de modernité est sont mises sous contrôle de l'appareil d'État.

### L'islamisation de la contestation
Dans les années 1970 l'échec des politiques de développement mises en place par les gouvernements est patent.  Il n'y a pas de développement économique des sociétés, alors que les gouvernants cherchent à rester en place par tous les moyens. Ils n'arrivent pas à ouvrir le jeu à d'autres acteurs. 
Dans les années 1980  la pression financière internationale devient de plus en plus forte avec l'augmentation de la dette. L'échec de l'opposition à Israël est le symbole de l'incapacité des gouvernants. Ces échecs politiques et économiques permettent aux islamistes de se positionner comme leaders  de l'opposition au détriment des courants de gauche.